# Henry Paget, 3. Marquess of Anglesey

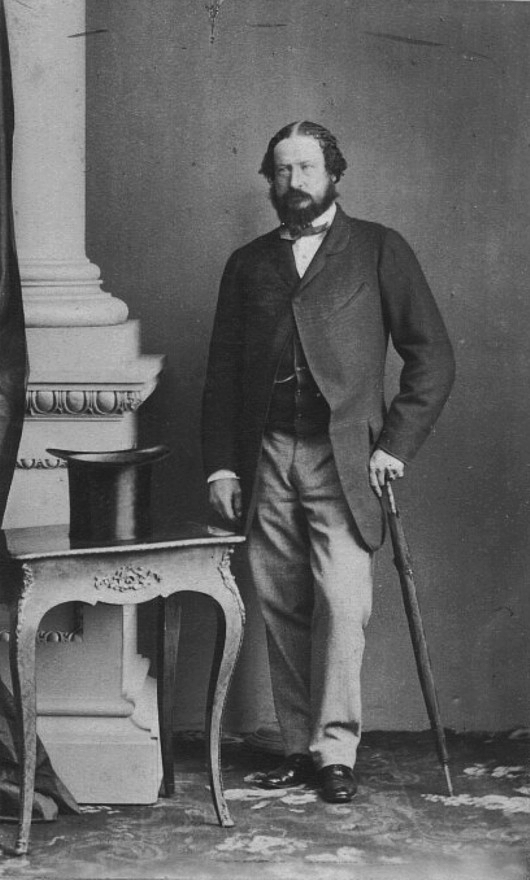
Henry Paget, Earl of Uxbridge, um 1860

Henry William George Paget, 3. Marquess of Anglesey (* 9. Dezember 1821; † 30. Januar 1880 in London) war ein britischer Adliger und Politiker der Liberal Party. Bis 1854 führte er den Höflichkeitstitel Lord Paget, von 1854 und 1869 den Höflichkeitstitel Earl of Uxbridge.

## Leben
Henry Paget war der einzige Sohn von Henry Paget, 2. Marquess of Anglesey (1797–1869) aus der Ehe mit Eleanora Campbell. Sein Großvater war der bedeutende Feldmarschall Henry Paget (1768–1854), der für seinen Einsatz bei der Schlacht von Waterloo zum Marquess of Anglesey erhoben worden war. Henry Paget hatte noch zwei Halbbrüder, Henry und Alexander, die beide aus der zweiten Ehe seines Vaters stammten.
Henry Paget heiratete 1845 Sophia Eversfield (1819–1901), die aus Sussex stammte. Die Ehe blieb kinderlos. Von 1854 bis 1857 vertrat Henry Paget als einer von zwei Abgeordneten den Wahlbezirk South Staffordshire im House of Commons des britischen Parlaments. Henry Paget diente auch als Offizier bei den Grenadier Guards, einem Regiment der Gardedivision (Guards Division) der britischen Armee.
Beim Tod seines Vaters 1869 erbte Henry Paget den Titel des Marquess of Anglesey und trat in das House of Lords ein. Er starb 1880 in den Albert Mansions in der Victoria Street, Westminster, London im Alter von 58 Jahren. Ihm folgte sein Halbbruder Henry Paget, 4. Marquess of Anglesey. Seine Frau Sophia zog nach Fordingbridge, Hampshire, und später nach Tunbridge Wells, Kent, wo sie 1901 verstarb.